# Adolf Ott
Adolf Ott, född 29 december 1904 i Waidhaus, död 10 oktober 1973 i Inzell, var en tysk SS-Obersturmbannführer (1941).
Ott var från februari 1942 till januari 1943 chef för Sonderkommando 7b inom Einsatzgruppe B och därmed ansvarig för massmord på otaliga människor i Ryssland och Vitryssland.
Under Einsatzgruppenrättegången 1947–1948 hävdade Ott att man ingalunda kunde ifrågasätta Führerns order om utrotning av judar. Ott menade, att han endast hade lytt order. Ott dömdes till döden genom hängning, men straffet omvandlades 1951 till livstids fängelse. Han frisläpptes dock redan i maj 1958.